# Guambiano jezik
Guambiano jezik (guambia, misag, huamimehab, silviano, moguex; ISO 639-3: gum), indijanski jezik barbacoanske porodice koji se govori na andskom području Kolumbije u blizini Popayána. Guambiano zajedno s gotovo izumrlim jezikom totoro čini coconucansku jezičnu skupinu. 
Pripadnici etničke skupine, Guambiano Indijanci, donekle se služe i španjolskim. Uči se i u osnovnoj školi; pismo: latinica.

## Vanjske poveznice
- Ethnologue (14th)
- Ethnologue (15th)